# Eopelma
Eopelma is een geslacht van vliesvleugeligen uit de familie Eupelmidae. De wetenschappelijke naam van dit geslacht is voor het eerst geldig gepubliceerd in 1989 door Gibson.

## Soorten
Het geslacht Eopelma is monotypisch en omvat slechts de volgende soort:
- Eopelma mystax Gibson, 1989